# 瓦尔特·布拉克
瓦尔特·布拉克（德語：Walter Brack，1880年11月20日—1919年7月19日），德国男子游泳运动员。他曾代表德国参加1904年夏季奥林匹克运动会游泳比赛，获得男子100码仰泳金牌和男子440码蛙泳银牌。